# Сборная Аргентины по футболу (до 17 лет)
Сборная Аргентины по футболу до 17 лет (исп. Selección de fútbol sub-17 de Argentina) — национальная футбольная команда, представляющая Аргентину в юношеских международных турнирах, за которую имеют право выступать игроки возрастом 17 лет и младше. Сборная контролируется Ассоциацией футбола Аргентины. Главным тренером сборной является Пабло Аймар.
Сборная 4 раза выигрывала юношеский чемпионат Южной Америки (в 1985, 2003, 2013 и 2019 году).
В составе сборной выступали такие игроки как Фернандо Редондо, Роберто Аббондансьери, Эстебан Камбьяссо, Габриэль Милито, Лукас Билья, Макси Лопес, Пабло Оро, Карлос Тевес.

## Достижения
- Чемпионат Южной Америки (для игроков до 17 лет)
  - Победитель (4): 1985, 2003, 2013, 2019
  - Второе место (6): 1988, 1995, 1997, 2001, 2009, 2015
- Чемпионат мира (для игроков до 17 лет)
  - Третье место (3): 1991, 1995, 2003

## Статистика выступлений

### Чемпионат мира (для игроков до 17 лет)
| Чемпионат мира (до 17 лет) | Чемпионат мира (до 17 лет) | Чемпионат мира (до 17 лет) | Чемпионат мира (до 17 лет) | Чемпионат мира (до 17 лет) | Чемпионат мира (до 17 лет) | Чемпионат мира (до 17 лет) | Чемпионат мира (до 17 лет) | Чемпионат мира (до 17 лет) |
| Год                        | Раунд                      | Место                      | М                          | В                          | Н*                         | П                          | МЗ                         | МП                         |
| -------------------------- | -------------------------- | -------------------------- | -------------------------- | -------------------------- | -------------------------- | -------------------------- | -------------------------- | -------------------------- |
| 1985                       | Групповой этап             | 9-е                        | 3                          | 1                          | 1                          | 1                          | 5                          | 4                          |
| 1987                       | Не прошли квалификацию     | Не прошли квалификацию     | Не прошли квалификацию     | Не прошли квалификацию     | Не прошли квалификацию     | Не прошли квалификацию     | Не прошли квалификацию     | Не прошли квалификацию     |
| 1989                       | Четвертьфинал              | 6-е                        | 4                          | 1                          | 2                          | 1                          | 5                          | 3                          |
| 1991                       | 3-е место                  | 3-е                        | 6                          | 2                          | 2                          | 2                          | 5                          | 5                          |
| 1993                       | Групповой этап             | 9-е                        | 3                          | 1                          | 1                          | 1                          | 7                          | 6                          |
| 1995                       | 3-е место                  | 3-е                        | 6                          | 5                          | 0                          | 1                          | 12                         | 4                          |
| 1997                       | Четвертьфинал              | 6-е                        | 4                          | 2                          | 1                          | 1                          | 3                          | 2                          |
| 1999                       | Не прошли квалификацию     | Не прошли квалификацию     | Не прошли квалификацию     | Не прошли квалификацию     | Не прошли квалификацию     | Не прошли квалификацию     | Не прошли квалификацию     | Не прошли квалификацию     |
| 2001                       | 4-е место                  | 4-е                        | 6                          | 3                          | 1                          | 2                          | 12                         | 9                          |
| 2003                       | 3-е место                  | 3-е                        | 6                          | 4                          | 1                          | 1                          | 10                         | 4                          |
| 2005                       | Не прошли квалификацию     | Не прошли квалификацию     | Не прошли квалификацию     | Не прошли квалификацию     | Не прошли квалификацию     | Не прошли квалификацию     | Не прошли квалификацию     | Не прошли квалификацию     |
| 2007                       | Четвертьфинал              | 6-е                        | 5                          | 2                          | 2                          | 1                          | 7                          | 4                          |
| 2009                       | 1/8 финала                 | 11-е                       | 4                          | 2                          | 0                          | 2                          | 6                          | 6                          |
| 2011                       | 1/8 финала                 | 13-е                       | 4                          | 1                          | 1                          | 2                          | 4                          | 8                          |
| 2013                       | 4-е место                  | 4-е                        | 7                          | 4                          | 1                          | 2                          | 13                         | 12                         |
| 2015                       | Групповой этап             | 24-е                       | 3                          | 0                          | 0                          | 3                          | 1                          | 8                          |
| 2017                       | Не прошли квалификацию     | Не прошли квалификацию     | Не прошли квалификацию     | Не прошли квалификацию     | Не прошли квалификацию     | Не прошли квалификацию     | Не прошли квалификацию     | Не прошли квалификацию     |
| 2019                       | 1/8 финала                 | 9-е                        | 4                          | 2                          | 1                          | 1                          | 8                          | 5                          |
| 2021                       | Отменён                    | Отменён                    | Отменён                    | Отменён                    | Отменён                    | Отменён                    | Отменён                    | Отменён                    |
| 2023                       |                            |                            |                            |                            |                            |                            |                            |                            |
| Итого                      | 14/18                      |                            | 65                         | 30                         | 14                         | 21                         | 98                         | 80                         |